# Sistema dinamico lineare
Nell'analisi dei sistemi dinamici, un sistema dinamico lineare è un sistema dinamico la cui evoluzione è governata da un'equazione lineare, e che quindi soddisfa il principio di sovrapposizione degli effetti. Le equazioni differenziali che descrivono tale classe di sistemi dinamici sono particolarmente semplici, e possono essere frequentemente risolte in modo esatto.
Un sistema dinamico è un concetto astratto che si utilizza per rappresentare il comportamento di un processo fisico nello spazio e nel tempo. Viene modellizzato con una funzione {\displaystyle \mathbf {Z} } che, nel dominio del tempo, ad una sollecitazione {\displaystyle \mathbf {u} _{in}(t)} fornisce una risposta {\displaystyle \mathbf {u} _{out}(t)}:
{\displaystyle \mathbf {u} _{out}(t)=\mathbf {Z} (\mathbf {u} _{in}(t))}
I sistemi lineari sono soggetti al principio di sovrapposizione, ovvero un sistema è lineare se valgono le seguenti proprietà:
{\displaystyle \mathbf {Z} (\mathbf {u} _{in_{1}}+\mathbf {u} _{in_{2}})=\mathbf {Z} (\mathbf {u} _{in_{1}})+\mathbf {Z} (\mathbf {u} _{in_{2}})\qquad \forall \mathbf {u} _{in_{1}},\mathbf {u} _{in_{2}}}
{\displaystyle \mathbf {Z} (c\mathbf {u} _{in})=c\mathbf {Z} (\mathbf {u} _{in})\qquad c\in \mathbb {R} }
Una classe particolarmente importante di sistemi dinamici lineari è quella dei sistemi tempo-invarianti.

## Descrizione
Un sistema dinamico è lineare quando dipende linearmente dalle variabili di stato {\displaystyle \mathbf {x} (t)} e dalle variabili di ingresso {\displaystyle \mathbf {u} (t)}. Viene descritto dalla variazione del vettore colonna di stato {\displaystyle \mathbf {x} }, ambientato in uno spazio vettoriale di dimensione {\displaystyle n} detto spazio delle fasi, secondo le equazioni matriciali: 
{\displaystyle {\frac {d\mathbf {x} (t)}{dt}}=A(t)\mathbf {x} (t)+B(t)\mathbf {u} (t)}
{\displaystyle \mathbf {y} (t)=C(t)\mathbf {x} (t)+D(t)\mathbf {u} (t)}
dove {\displaystyle \mathbf {y} (t)} è l'uscita o evoluzione. Lo stato {\displaystyle \mathbf {x} (t)} è un vettore di dimensione {\displaystyle n}, l'ingresso {\displaystyle \mathbf {u} (t)} ha dimensione {\displaystyle q}, mentre {\displaystyle \mathbf {y} (t)} ha dimensione {\displaystyle p}; sono moltiplicati per le matrici {\displaystyle A} matrice di dimensione {\displaystyle n\times n}, {\displaystyle B} matrice di dimensione {\displaystyle n\times q}, {\displaystyle C} matrice di dimensione {\displaystyle p\times n} e {\displaystyle D} matrice di dimensione {\displaystyle p\times q}.
Nel caso di un sistema dinamico a tempo discreto l'equazione ha la forma:

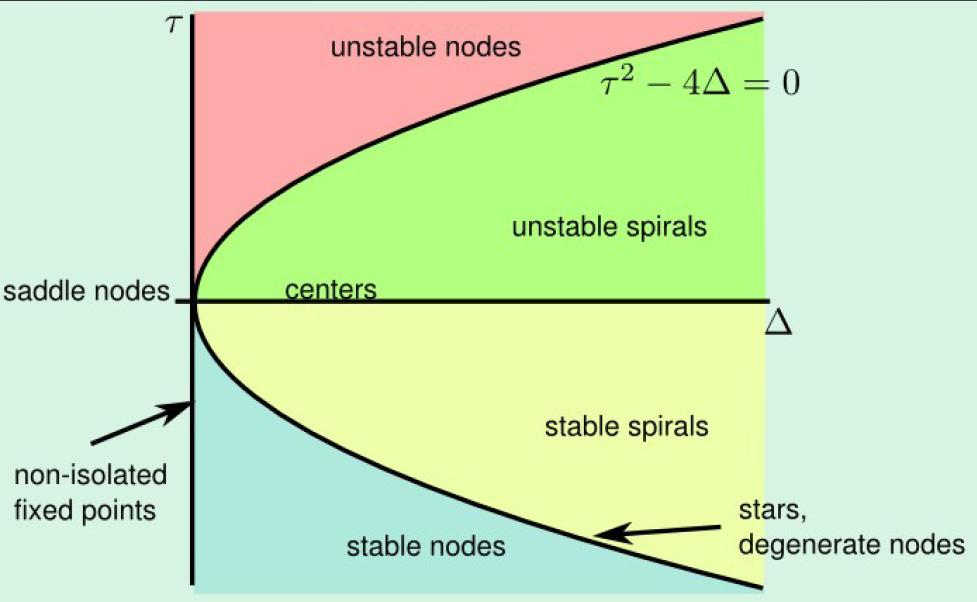
Una tecnica utilizzata per studiare un problema non lineare nelle vicinanze di un punto di equilibrio è quella di approssimarlo ad un sistema lineare in un intorno del punto di equilibrio tramite la matrice jacobiana di. A seconda del comportamento del sistema (a seconda del determinante di) l'equilibrio è classificato come stabile, asintoticamente stabile o instabile.

{\displaystyle \mathbf {x} (n+1)=A(n)\mathbf {x} (n)+B(n)\mathbf {u} (n)}
{\displaystyle \mathbf {y} (n)=C(n)\mathbf {x} (n)+D(n)\mathbf {u} (n)}
con {\displaystyle n\in \mathbb {Z} }.

### Sistemi lineari tempo-invarianti (LTI)
Un sistema stazionario (o tempo invariante) è un sistema i cui parametri non dipendono dal tempo. Viene descritto da un sistema di equazioni differenziali a coefficienti costanti:
{\displaystyle \left\{{\begin{matrix}{\frac {d\mathbf {x} (t)}{dt}}=A\mathbf {x} (t)+B\mathbf {u} (t)\\\mathbf {y} (t)=C\mathbf {x} (t)+D\mathbf {u} (t)\end{matrix}}\right.\,}
Si tratta di una classe di problemi particolarmente studiata e della quale sono state sviluppate molte tecniche di analisi; molte sono ad esempio basate sulla funzione di trasferimento e sul formalismo della rappresentazione spettrale dei segnali e in spazio di stato.

## Scomposizione del problema differenziale
Talvolta si sceglie di rappresentare il sistema soltanto attraverso la variazione del suo stato a partire da uno stato iniziale {\displaystyle \mathbf {x} (t=0)}, ovvero con una relazione del tipo:
{\displaystyle {\frac {d}{dt}}\mathbf {x} (t)=F(t)\cdot \mathbf {x} (t)}
{\displaystyle \mathbf {x} _{0}=\mathbf {x} (0)}
Se il vettore iniziale {\displaystyle \mathbf {x} _{0}} è allineato con un autovettore destro {\displaystyle \mathbf {r} _{k}} di {\displaystyle F}, allora:
{\displaystyle {\frac {d}{dt}}\mathbf {x} (t)=F\cdot \mathbf {r} _{k}=\lambda _{k}\mathbf {r} _{k}}
con {\displaystyle \lambda _{k}} l'autovalore corrispondente. La soluzione è:
{\displaystyle \mathbf {x} (t)=\mathbf {r} _{k}e^{\lambda _{k}t}}
come si verifica per sostituzione.
Se {\displaystyle F} è diagonalizzabile, ogni vettore {\displaystyle \mathbf {x} _{0}} in {\displaystyle \mathbb {R} ^{n}} può essere scritto come combinazione lineare di autovettori destro {\displaystyle \mathbf {r} _{k}} e sinistro {\displaystyle \mathbf {l} _{k}} di {\displaystyle F}:
{\displaystyle \mathbf {x} _{0}=\sum _{k=1}^{N}\left(\mathbf {l} _{k},\mathbf {x} _{0}\right)\mathbf {r} _{k}}
dove {\displaystyle \left(\cdot ,\cdot \right)} è il prodotto scalare che fornisce i coefficienti. Dunque, la soluzione generale {\displaystyle \mathbf {x} (t)} è la combinazione lineare:
{\displaystyle \mathbf {x} (t)=\sum _{k=1}^{n}\left(\mathbf {l} _{k}\cdot \mathbf {x} _{0}\right)\mathbf {r} _{k}e^{\lambda _{k}t}}

### In due dimensioni
Dato il sistema in due dimensioni:
{\displaystyle {\frac {d}{dt}}\mathbf {x} (t)=A\mathbf {x} (t)}
il polinomio caratteristico ha la forma:
{\displaystyle \det(A-\lambda I)=\lambda ^{2}-\tau \lambda +\Delta =0}
con {\displaystyle \tau } la traccia e {\displaystyle \Delta } il determinante di {\displaystyle A}. Le radici {\displaystyle \lambda _{n}} sono gli autovalori di {\displaystyle A}, ed hanno la forma:
{\displaystyle \lambda _{1}={\frac {\tau +{\sqrt {\tau ^{2}-4\Delta }}}{2}}\qquad \lambda _{2}={\frac {\tau -{\sqrt {\tau ^{2}-4\Delta }}}{2}}}
Si nota che {\displaystyle \Delta =\lambda _{1}\lambda _{2}} e {\displaystyle \tau =\lambda _{1}+\lambda _{2}}, sicché se {\displaystyle \Delta <0} gli autovalori hanno segno opposto ed il punto fisso è un punto di sella. Se invece {\displaystyle \Delta >0} gli autovalori hanno lo stesso segno, e quindi se {\displaystyle \tau >0} sono entrambi positivi (ed il punto è instabile) mentre se {\displaystyle \tau <0} sono entrambi negativi (ed il punto è stabile).

## Esempio
Un circuito RC è formato da un generatore di tensione che fornisce un segnale di ingresso {\displaystyle V_{in}(t)} e da un resistore {\displaystyle R} in serie ad un condensatore di capacità {\displaystyle C}. La legge di Kirchhoff delle tensioni per la maglia è:
{\displaystyle R\cdot i(t)+V_{out}(t)=V_{in}(t)}
Usando la relazione caratteristica del condensatore la corrente che scorre nel circuito è:
{\displaystyle i(t)=C{\frac {d}{dt}}V_{out}(t)}
si ha sostituendo:
{\displaystyle RC{\frac {d}{dt}}V_{out}+V_{out}=V_{in}}
Si tratta di un'equazione differenziale di ordine 1 con costante di tempo {\displaystyle \tau =RC}.